# Erioptera cnephosa
Erioptera cnephosa är en tvåvingeart som beskrevs av Alexander 1966. Erioptera cnephosa ingår i släktet Erioptera och familjen småharkrankar. Inga underarter finns listade i Catalogue of Life.